# Ipercalciuria
L'ipercalciuria è una rara patologia renale caratterizzata da un'eccessiva escrezione persistente di calcio nelle urine in assenza di una malattia sistemica sottostante e ipercalcemia.

## Clinica
L'ipercalciuria è generalmente considerata il fattore di rischio metabolico identificabile più comune per la nefrolitiasi da calcio. Contribuisce anche all'osteopenia e all'osteoporosi. La sua importanza è principalmente legata a queste due entità cliniche: la nefrolitiasi e la riassorbimento osseo. In media, i soggetti con formazione di calcoli renali ipercalciuriaci presentano una densità minerale ossea inferiore rispetto ai controlli abbinati che non sono né formatori di calcoli né ipercalciuriaci. Anche tra i pazienti con calcoli renali, quelli con ipercalciuria avranno misurazioni della densità ossea al calcio medie dal 5% al 15% più basse rispetto ai loro pari normocalcesici.
La definizione di ipercalciuria è stata definita come escrezione giornaliera di calcio nelle urine superiore a 275 mg negli uomini e superiore a 250 mg nelle donne. Questa definizione non tiene conto della concentrazione, dell'età, della funzione renale e delle considerazioni sul peso, così come della domanda ovvia se sia ragionevole avere una quantità di escrezione normale diversa basata esclusivamente sul genere.
L'ipercalciuria può anche essere definita come un'escrezione urinaria giornaliera di più di 4 mg di calcio/kg di peso corporeo. Questa definizione è più utile nel gruppo pediatrico se il bambino ha più di due anni; ma negli adulti, tende a consentire escrezioni urinarie di calcio più elevate nei soggetti più pesanti e obesi rispetto ai pazienti più leggeri. Una soluzione è utilizzare la concentrazione urinaria di calcio nelle urine delle 24 ore (meno di 200 mg di calcio/litro di urine è normale, ma meno di 125 mg di calcio/litro è ottimale).
Un'altra definizione clinicamente utile, specialmente in pediatria, è il rapporto casuale o occasionale calcio/creatinina urinaria (meno di 0,2 mg di calcio/mg di creatinina è normale, mentre meno di 0,18 mg di calcio/mg di creatinina è ottimale). Il suo vantaggio è che non è sempre necessaria una raccolta delle urine delle 24 ore ad ogni visita solo per monitorare l'ipercalciuria.
Quale definizione utilizzare dipende dalla situazione clinica e dalla disponibilità di dati affidabili sulla raccolta delle urine delle 24 ore. Per risultati ottimali, un approccio è considerare tutte le definizioni e concentrare il trattamento sull'ottimizzazione della peggiore tra esse. Questo approccio di "ottimizzazione" si concentra meno su ciò che è normale e più su quale sarebbe un livello ottimale per un paziente che forma calcoli renali al calcio. Questo tipo di ottimizzazione può essere utilizzato anche per altri fattori di rischio chimici urinari oltre all'ipercalciuria.
I bambini piccoli e i neonati tendono ad avere una maggiore escrezione urinaria di calcio e livelli più bassi di creatinina nelle urine, quindi i limiti normali suggeriti per i rapporti calcio/creatinina variano in base all'età come segue:
- Fino a sei mesi di età: meno di 0,8
- Dai sei ai dodici mesi di età: meno di 0,6
- Dai 24 mesi in poi: meno di 0,2

### Eziologia
La maggior parte del calcio sierico filtrato dal glomerulo (>60%) viene riassorbito nel tubulo prossimale. Questo avviene attraverso una via paracellulare coinvolgente le proteine di giunzione stretta claudina-2 e -12. Questo processo è guidato dall'acqua e soprattutto dalla riassorbimento del sodio. Circa il 20% al 25% del calcio rimanente viene riassorbito nell'ansa ascendente spessa di Henle utilizzando un meccanismo simile. Il tubulo contorto distale e i dotti collettori regolano l'escrezione e il riassorbimento del calcio rimanente utilizzando diverse vie chimiche. L'ipercalciuria idiopatica tipica è spesso dovuta a una mutazione genetica o a una modifica in una di queste vie di riassorbimento del calcio.
Il modo tradizionale di considerare l'ipercalciuria include l'assorbente, che ha un aumento dell'assorbimento intestinale del calcio, la perdita renale di calcio, che è un problema renale intrinseco, il riassorbimento come nell'iperparatiroidismo, e la perdita renale di fosfati come nell'ipercalciuria. Non ogni paziente rientrerà facilmente in una di queste categorie, e ora è disponibile una classificazione più semplice che richiede molto meno test basata sulla risposta clinica.
Altre cause di ipercalciuria includono la sindrome latte-ali (ingestione eccessiva di calcio per via orale), la sarcoidosi, l'eccesso di glucocorticoidi, la malattia di Paget, la sindrome paraneoplastica, il mieloma multiplo, le metastasi ossee da tumori, la malattia di Addison e l'ipervitaminosi D. L'ipercalciuria senza cause ovvie, che è la maggior parte dei casi, è chiamata idiopatica.
Studi sugli animali hanno suggerito che in alcuni soggetti sembra esserci una maggiore sensibilità alla vitamina D. Questo potrebbe essere dovuto a un aumento del numero di recettori della vitamina D 1,25 in questi individui. Questi cambiamenti non sono stati identificati in modo affidabile negli esseri umani, solo negli studi sugli animali.
Un'elevata assunzione di sale (sodio) è stata anche suggerita come possibile causa di ipercalciuria. Un aumento del carico di sodio porta a un'escrezione urinaria maggiore di sodio che diminuisce il riassorbimento tubulare del calcio risultando in ipercalciuria. Sebbene l'alto consumo di sale possa essere un fattore contributivo, è raramente l'unica causa di ipercalciuria significativa.
Una dieta ricca di proteine animali produrrà un carico acido che provoca il rilascio di calcio dalle ossa e l'inibizione del riassorbimento tubulare del calcio renale risultando in ipercalciuria. Anche in questo caso, sembra che non sia la sola causa di ipercalciuria significativa.
Nei bambini dai 2 ai 12 anni, il rapporto calcio/citrato si è rivelato clinicamente utile. È stato suggerito un limite di 0,25, il che significa che coloro con un rapporto calcio/citrato >0,25 sono più propensi a sviluppare calcoli. Il reflusso vescico-ureterale è stato anche correlato all'ipercalciuria nel gruppo pediatrico.

### Epidemiologia
L'ipercalciuria si verifica nel 5% - 10% della popolazione adulta e viene riscontrata in circa un terzo di tutti i formatori di calcoli al calcio. I parenti stretti dei pazienti ipercalciuriaci tendono ad avere un tasso aumentato di ipercalciuria loro stessi. Fino al 40% dei parenti di primo e secondo grado dei formatori di calcoli ricorrenti ipercalciuriaci avranno anche un'ipercalciuria.
Negli Stati Uniti ci sono più di 30 milioni di pazienti con calcoli renali e 1,2 milioni di nuovi casi di calcoli renali ogni anno, di cui un terzo dimostra un'ipercalciuria quando testati.
Le donne in post-menopausa con osteoporosi e senza storia di calcoli renali hanno una probabilità del 20% di avere un'ipercalciuria.
Nei bambini, sia l'incidenza che la prevalenza delle urolitiasi stanno aumentando, soprattutto negli ultimi 10-15 anni. L'ipercalciuria e l'ipocitraturia sono i problemi metabolici più comunemente riscontrati nei bambini formatori di calcoli. La composizione più comune dei calcoli nei bambini è ossalato di calcio e fosfato di calcio, ma non c'è un'associazione apparente tra nefrolitiasi e obesità nel gruppo pediatrico, mentre c'è una tale correlazione nei formatori di calcoli adulti. Sembra anche esserci una maggiore incidenza di ipercalciuria (e iperuricosuria) nei bambini con significativo reflusso vescico-ureterale rispetto ai controlli.

### Fisiopatologia
L'ipercalciuria assorbitiva è il tipo più comune di eccessiva escrezione di calcio nelle urine. Si riscontra nel circa 50% dei pazienti che formano calcoli di calcio. L'aumento dell'assorbimento di calcio a livello gastrointestinale porta all'aumento dei livelli di calcio nel siero, riducendo contemporaneamente i livelli di vitamina D e ormone paratiroideo nel siero. Solo circa il 20% del calcio ingerito viene assorbito, normalmente avviene nel duodeno. Una versione dipendente dalla vitamina D dell'ipercalciuria assorbitiva può essere identificata dai relativamente alti livelli di vitamina D nel siero.
L'ipercalciuria da perdita renale di calcio è riscontrata nel 5-10% di tutti i formatori di calcoli ipercalciurici. È causata da un difetto renale che provoca una perdita obbligatoria di calcio nelle urine indipendentemente dai livelli di calcio nel siero o dall'assunzione di calcio nella dieta. Questo è di solito accompagnato da ipocalcemia e da un aumento dei livelli di ormone paratiroideo (PTH) nel siero. Il rapporto calcio/creatinina tende ad essere elevato in questa condizione (di solito superiore a 0,20), ed è associato al rene a spugna midollare.
L'ipercalciuria da perdita renale di fosfati è forse la più interessante dal punto di vista fisiopatologico. Un difetto renale provoca un'eccessiva escrezione urinaria di fosfati, che porta all'ipofosfatemia. Questo induce un'aumentata attivazione della vitamina D nel rene, che aumenta l'assorbimento intestinale dei fosfati per correggere l'ipofosfatemia. Purtroppo, la vitamina D extra aumenta anche l'assorbimento intestinale del calcio. Il calcio extra assorbito viene infine escreto nelle urine, risultando in ipercalciuria. Questo tipo di ipercalciuria è dipendente dalla vitamina D ed è relativamente insensibile ai tiazidici. La diagnosi si basa sui risultati di fosfati sierici bassi o basso-normali, ipercalciuria, alti fosfati urinari e alti livelli sierici di vitamina D3 con normali livelli sierici di calcio e PTH. Anche se è stato riportato che è presente fino al 20% di tutti i pazienti ipercalciurici, la nostra esperienza è che sia clinicamente significativo solo nel 5% o meno.
L'ipercalciuria risorptiva rappresenta solo circa il 3% al 5% di tutti i pazienti ipercalciurici ed è quasi sempre dovuta all'iperparatiroidismo. Il mantenuto, inappropriato ed eccessivo ormone paratiroideo nel siero provoca il rilascio di calcio dalle ossa portando all'osteopenia e all'ipercalcemia. Alla fine, l'ipercalcemia supera l'effetto normale dell'ormone paratiroideo di diminuire l'escrezione di calcio nelle urine e il risultato è l'ipercalciuria (ad esempio, simile a riversare zucchero nelle urine nei diabetici). Questo spiega perché l'ipercalciuria da ipercalcemia è minore per un dato livello elevato di calcio nel siero nei pazienti con iperparatiroidismo rispetto ad altri pazienti ipercalcemici.
La gravidanza aumenta l'ipercalciuria durante tutti e tre i trimestri, ma ciò non sembra aumentare il rischio di nuova malattia da calcoli poiché si verifica anche un aumento degli inibitori dei calcoli renali.
L'osso corticale è più colpito dall'ipercalciuria rispetto all'osso corticale. Curiosamente, la densità minerale ossea è inversamente correlata all'ipercalciuria nei pazienti con nefrolitiasi ma non nei pazienti senza nefrolitiasi.
Nei bambini, c'è una chiara connessione tra il dolore addominale ricorrente e l'ipercalciuria. Uno studio recente ha collegato i pazienti pediatrici con calcoli renali ipercalciurici con un aumento dell'escrezione urinaria di proteine legate al metabolismo/trasporto dei lipidi. Ciò suggerisce che le anomalie nel metabolismo dei lipidi potrebbero essere responsabili o connesse in qualche modo all'ipercalciuria e alla nefrolitiasi pediatrica.

### Esame obiettivo
Non vi è un reperto clinico specifico dell'ipercalciuria in sé, ma essa dovrebbe essere sospettata nei casi di nefrolitiasi da calcio, nefrocalcinosi, ipercalcemia, iperparatiroidismo, cristalluria urinaria e osteopenia/osteoporosi. L'ipercalciuria può anche causare ematuria, anche senza formazione di calcoli rilevabili, in particolare nei bambini. Si ritiene che la causa sia danni focali e microscopici ai tessuti da minuscoli cristalli di calcio e calcoli focali troppo piccoli per essere diagnosticati con tecniche standard. La diagnosi definitiva viene effettuata tramite test chimici urinari delle 24 ore.

### Diagnosi
La diagnosi dell'ipercalciuria richiede innanzitutto la raccolta delle urine delle 24 ore e il test per il contenuto di calcio. Questo continua a essere la pratica standard raccomandata per tutti i pazienti pediatrici con formazione di calcoli, gli adulti ad alto rischio con nefrolitiasi (rene singolo, insufficienza renale, trapianto renale, reimpianto ureterale, alto rischio chirurgico, ecc.), i pazienti ricorrenti con formazione di calcoli e qualsiasi paziente altamente motivato con una storia di urolitiasi.
Nella pratica clinica, un livello di calcio urinario delle 24 ore di 250 mg è una soglia iniziale utile per determinare l'ipercalciuria. In pediatria, un rapporto di più di 4 mg di calcio/kg di peso corporeo, un rapporto casuale calcio/creatinina superiore a 0,18 o una concentrazione di calcio urinario delle 24 ore superiore a 200 mg/litro possono essere più utili. Nella pratica, spesso si utilizza il metodo che restituisce il valore più anomalo e si cerca di "ottimizzarlo".
La chimica urinaria casuale ha mostrato una scarsa sensibilità e specificità per l'ipercalciuria, motivo per cui il test delle urine delle 24 ore è così fondamentale per effettuare la diagnosi.
L'iperparatiroidismo dovrebbe essere sospettato in tutti i pazienti adulti ipercalciurici con livelli sierici di calcio elevati o borderline. Può essere diagnosticato semplicemente controllando il livello di ormone paratiroideo in tali individui.
Controllare i livelli di vitamina D può contribuire a rilevare la Perdita Renale di Fosfati (dove la vitamina D è elevata insieme a livelli elevati di fosfato urinario ma bassi livelli sierici di fosfato). Elevati livelli di vitamina D e una possibile Perdita Renale di Fosfati associata all'ipercalciuria dovrebbero essere sospettati nei pazienti che non rispondono adeguatamente alla terapia con tiazidi.

### Trattamento
Se i livelli sierici di calcio sono normali (il che esclude l'iperparatiroidismo), l'apporto di calcio nella dieta dovrebbe essere moderato, ma non eccessivamente limitato per evitare un aumento dell'assorbimento dell'ossalato e la demineralizzazione ossea. Si consiglia una dieta povera in proteine animali e sale (sodio). Successivamente, può essere eseguito un nuovo test delle urine delle 24 ore per determinare la risposta. Se l'ipercalciuria persiste, allora probabilmente sarà necessario l'uso di farmaci (come i tiazidi). Se i tiazidi non funzionano, anche dopo aver regolato la dose e moderato l'assunzione di sodio (che annulla l'effetto ipocalciurico dei tiazidi), allora il paziente potrebbe avere una Perdita Renale di Fosfati associata all'ipercalciuria, che di solito non risponde ai farmaci di tipo tiazidico. In questi casi, si consiglia il trattamento con ortofosfati orali.
I tiazidi possono indurre un bilancio del calcio positivo e ridurre il calcio urinario fino al 50%. L'idroclorotiazide e il clortalidone sono i farmaci più utilizzati, ma può essere utilizzato anche l'indapamide. Il vantaggio del clortalidone e dell'indapamide è la loro emivita più lunga, poiché l'idroclorotiazide dovrebbe essere assunto due volte al giorno. I tiazidi non saranno efficaci a meno che l'apporto di sale nella dieta non sia limitato. Per ogni grammo di diminuzione giornaliera di sale nella dieta, ci si aspetta che il calcio urinario delle 24 ore scenda di 5,46 mg.
I tiazidi tendono anche a ridurre il potassio sierico, aumentare i livelli di acido urico e abbassare l'escrezione urinaria di citrato. Per questo motivo, spesso è utile aggiungere citrato di potassio a questi pazienti quando iniziano la terapia con tiazidi.
Quando i tiazidi falliscono anche a dosaggi adeguati in pazienti con ragionevole restrizione del sodio, potrebbe essere dovuto a una forma di ipercalciuria dipendente dalla vitamina D, come la perdita renale di fosfati. Questa variante può essere trattata con ortofosfati, che generalmente riducono i livelli sierici di vitamina D, o con il ketoconazolo che blocca il citocromo P450 3A4, risultando in una riduzione del 30% al 40% dei livelli circolanti di vitamina D3.
La terapia con ortofosfati non solo aumenta i livelli sierici di fosfato, che riducono naturalmente l'attivazione della vitamina D3, ma aumenta anche il riassorbimento renale del calcio e gli inibitori urinari naturali della formazione di calcoli come il pirofosfato. Possono agire anche come leganti del calcio a livello gastrointestinale per aiutare a ridurne l'assorbimento. Gli ortofosfati possono ridurre l'escrezione urinaria di calcio fino al 50% e possono essere somministrati insieme ai tiazidi quando necessario. Tuttavia, sono particolarmente utili nei casi in cui i tiazidi siano falliti o non possano essere utilizzati, nonché per la Perdita Renale di Fosfati associata all'ipercalciuria.
L'amiloride, un diuretico risparmiatore di potassio, non è un tiazide, ma quando aggiunto ai tiazidi può aumentare ulteriormente il riassorbimento del calcio e minimizzare la perdita di potassio. (L'amiloride di solito non è raccomandato con il citrato di potassio a causa del potenziale di iperkaliemia). La triamterene non è raccomandata nei pazienti con formazione di calcoli, poiché può formare calcoli di triamterene.
La terapia con citrato di potassio non solo aumenterà i livelli di citrato nelle urine, ma può anche aumentare il riassorbimento renale del calcio, riducendo l'ipercalciuria.
Nei bambini, il trattamento dell'ipercalciuria è principalmente dietetico, almeno inizialmente. L'apporto di calcio non dovrebbe essere limitato a meno che non superi la quantità usualmente raccomandata. La supplementazione di vitamina D dovrebbe essere evitata e l'apporto di proteine animali nella dieta dovrebbe essere limitato nei limiti generalmente raccomandati. Un periodo di tre-sei mesi di misure dietetiche da sole è ragionevole prima di ricorrere ai farmaci tiazidici.